# Bradford City-stadionramp
De Bradford City-stadionramp vond plaats op 11 mei 1985 toen er brand uitbrak in het Valley Parade-stadion in Bradford terwijl de voetbalwedstrijd Bradford City-Lincoln City gespeeld werd. Bradford vierde die dag ook de titel in de Football League Third Division.

## Aanloop naar de ramp
Bradford had een zeer goed seizoen in de 3de klasse en was die dag al zeker van de titel, Lincoln eindigde in de middenmoot dus de wedstrijd had eigenlijk geen belang meer. 11.076 supporters verzamelden zich in het stadion om de kampioen te zien spelen. De eerste 40 minuten van de wedstrijd waren rustig en het bleef 0-0.

## De ramp
De brand startte nadat een toeschouwer zijn sigaret weggooide; deze belandde onder het stadion en viel op een berg afval die zich door de jaren heen opgestapeld had. Enkele minuten voor het einde van de eerste helft was er al rook te zien bij de houten tribune. Kort daarna waren duidelijk vlammen zichtbaar, waarna de eerste toeschouwers in paniek het veld oprenden. De scheidsrechter legde de wedstrijd direct stil. De politie begon een deel van de tribune te ontruimen. Binnen een paar minuten was het vuur niet meer onder controle. Nog steeds was het grootste deel van de tribune niet ontruimd.
De toeschouwers renden massaal het veld op. Anderen probeerden te ontsnappen via nooduitgangen. Deze bleken afgesloten. Intussen bereikten de vlammen het houten dak. Brandend puin daalde neer op de nog aanwezige toeschouwers. Binnen tien minuten was de hele tribune één grote vuurzee. Er ontstond een bizar tafereel. Aan de ene kant stonden tientallen supporters te zingen en dansen, terwijl 20 meter verderop werd getracht in brand staande toeschouwers het leven te redden en de eerste lijken het veld op werden gedragen. Het vuur was zo heet dat de haren van hulpverlenende supporters spontaan vlam vatten.
Ironisch was dat het houten dak de maandag erna vervangen zou worden door een stalen.
Tijdens het drama werden vele heldendaden verricht door zowel politiemensen als supporters. Supporters die in veiligheid waren, waagden hun leven om anderen in nood te redden. 22 supporters kregen later een medaille voor moed.
56 mensen stierven en meer dan 200 raakten gewond. Uit latere onderzoeken bleek dat iedereen gered had kunnen worden als de ernst van de situatie tijdig was onderkend.

## Nasleep
Na de ramp kwam er een nieuwe wetgeving die alle houten constructies verbood in de stadions van clubs uit de Football League. Dit om de veiligheid te verbeteren. Bradford City was al eens gewaarschuwd voor het afval onder de tribune maar had er niets aan gedaan. De houten constructie was er nog omdat er geen geld was voor een nieuwe tribune.
Binnen 48 uur na de brand werd er een rampenfonds opgericht dat uiteindelijk 4 miljoen pond opbracht. De supergroep The Crowd werd speciaal samengesteld en coverde het lied You'll Never Walk Alone dat de nummer 1-positie bereikte in de UK Singles Chart.
Op 14 december 1986 werd het stadion heropend en is nog verder ontwikkeld over de jaren heen. Nu is het een modern stadion met 25.000 plaatsen. Er is een gedenkplaat voor de 56 overledenen. Twee van hen waren supporters van Lincoln City (Bill Stacey & Jim West). Toen het stadion verbouwd werd in 1990 werd een deel de Stacey-West stand genoemd.

### Martin Fletcher
Martin Fletcher was ten tijde van de ramp aanwezig in het stadion, hij overleefde het ternauwernood maar zijn vader, broertje, oom en opa kwamen om het leven. In april 2015 bracht Fletcher een boek uit waarin hij onder meer vragen stelde rondom de betrokkenheid en verantwoordelijkheid van clubvoorzitter Stafford Heginbotham. Heginbotham zou volgens hem een dubieuze rol hebben gespeeld bij de ramp en dit zou komen vanwege financiële problemen. Ook bleek na onderzoek dat er bij acht andere bedrijven van Heginbotham in de periode van 1967 tot 1985 branden waren uitgebroken, hetgeen telkens gevolgd werd door een miljoenenclaim bij de verzekering.